# غاري روبسون (لاعب دارت)
غاري روبسون (بالإنجليزية: Gary Robson)‏ هو لاعب دارت بريطاني، ولد في 19 يونيو 1967 في Cramlington ‏ في المملكة المتحدة.

## وصلات خارجية
- غاري روبسون على موقع DartsDatabase.co.uk (الإنجليزية)